# 레그단비맙
코드명 CT-P59, 국제일반명(혹은 성분명) 레그단비맙(regdanvimab), 제품명 렉키로나주(Regkirona注, 혹은 Regkirona injection)는 대한민국 셀트리온이 개발한 단일클론항체(monoclonal antibody) 코로나19 치료제이다.

## 사회•문화

### 명칭
레그단비맙(Regdanvimab)은 제안된 국제일반명(proposed international nonproprietary name, pINN)이다.

## 개발•연구 현황

### 동물실험을 통한 델타변이 효능 검증
2021년 7월 16일, 정례브리핑에서 동물실험을 통해 렉키로나주가 Covid-19 델타변이 바이러스의 중화효능이 입증되었다고 발표되었다. 델타변이에 감염된 실험용 쥐에게 렉키로나주를 투여한 결과, 실험쥐 폐조직 내의 바이러스 수가 감소하는 효과를 거두어, 투여 3일째에는 유의미하게 감소하였고 6일째에는 검출되지 않았다. 특히 실험쥐에게서 사망이나 체중감소가 전혀 보이지 않았다. 셀트리온은 이를 바탕으로 앞으로 흡입형 렉키로나를 개발하는데 주력한다.

### 흡입형 개발
2021년 8월 10일, 셀트리온은 호주 TGA(Therapeutic Goods Administration)로부터 흡입제형 임상 1차 임상시험계획(IND) 허가를 받았다고 밝혔다. 2020년 7월, 셀트리온은 미국 바이오기업 인할론 바이오파마(Inhalon Biopharma)와 흡입제형 렉키로나 개발 논의를 시작하였다. 2021년 1월 설치류 비임상 실험을 통해 반복 투여시 안정성과 내약성을 시험하였다.

## 사용 허가

### 국내
2021년 8월 8일, 셀트리온은 치료적 확증 임상시험 결과보고서를 제출했다. 보고서는 13개국에서 1,315명을 대상으로 수행한 글로벌 임상 3상 결과 등을 담았다. 2021년 8월 10일, 셀트리온은 글로벌 3상 임상 시험을 바탕으로 허가변경을 식품의약품안전처에 신청하였다. 셀트리온이 허가변경을 요구한 항목은 허가조건 삭제, 효능효과 확대, 투여시간 단축이었다. 기존에는 '고위험군 경증(60세 이상, 심혈관질환, 만성호흡기질환, 당뇨병, 고혈압 환자)에서 중등증 코로나19 환자의 임상증상 개선'이라는 효능효과를 바탕으로 조건부 허가를 하였으나, '성인 및 12세 이상 소아의 모든 경증에서 중등증 코로나19 환자의 치료'라고 효능효과 범위를 변경하고자 하였다. 투약시간도 90분에서 60분으로 단축한다고 신청하였다. 이를 통해 최종적으로는 허가조건을 삭제하고 정식 의약품으로 인정받겠다는 것을 목표로 한다.
한편, 2021년 8월 15일 현재까지 국내에서 렉키로나주 투여를 받은 환자 수는 107개 병원, 14,857명이다.

### 해외

#### 파키스탄
2021년 5월 10일, 셀트리온헬스케어는 파키스탄 국방부 산하 최대규모의 방위산업체 POF(Pakistan Ordnance Factories)의 자회사와 3만여명 투여분인 10만 바이알을 판매하는 계약을 체결하였다고 밝혔다. 1차 판매량은 군인 및 일반인을 대상으로 할 예정이며, 셀트리온헬스케어는 현지에 의료인력을 파견하여 현지의 투여 담당 의사 및 간호사들에게 교육을 진행할 예정이다.

#### 유럽
2021년 3월 4일, 유럽의약품청(European Medicines Agency, EMA) 유럽의약품위원회(Committee for Medicinal Products for Human Use, CHMP)는 레그단비맙에 대한 데이터 롤링 리뷰(rolling review, 정식 품목 허가 전 사전 검토 단계)를 시작했다.

#### 인도네시아
2021년 7월 17일, 인도네시아 식약처(BPOM)가 렉키로나주의 긴급사용승인(EUA)을 허가하였다. BPOM은 확진자 중 고위험군 경증 및 중등증 환자 치료 목적으로 EUA를 허가하였다고 발표하였다. 물량 부족을 우려한 셀트리온은 삼성바이오로직스와 최초로 완제의약품 위탁생산(CMO) 계약을 맺어, 삼성바이오로직스가 물량 일부의 위탁생산을 담당하였다.

#### 브라질
2021년 8월 11일, 브라질 식약위생감시국(ANVISA)이 렉키로나의 긴급사용승인을 허가하였다. 셀트리온은 임상 1•2차 실험 결과, 최근 완료한 글로벌 임상 3상 실험 결과, 브라질발 감마변이 및 인도발 델타변이 등에 대한 전임상(동물실험) 자료를 ANVISA에 제출하였다. 브라질 당국은 온라인 회의를 통하여 만장일치로 사용승인을 결의, 확진자 중 성인 고위험군 경증 및 중등증 환자에 대한 긴급사용을 허가하였다. 이로써 한국, 파키스탄, 인도네시아에 이어서 브라질이 렉키로나주에 대한 긴급사용승인을 허가한 4번째 국가가 되었다.

#### 호주
2021년 8월 23일, 호주 의약품관리국(TGA)은 렉키로나주에 대하여 임시 결정(provisional determination) 자격을 부여했다. 이는 임시 등록(provisional registration) 신청 첫 단계이다. 임시 등록은 조기 사용의 이점이 위험성보다 크다고 판단될 때 내리는 조처로, 사용 기한은 2년으로 제한되어 있고, 2번 연장 가능하여 총 6년까지 사용할 수 있다. 한편 TGA는 코로나19 성인 확진자 중 경증 및 중증도 환자 사용에 대한 임시 사용을 검토한다. 승인 여부는 220일 이내로 결정된다.

## 같이 보기
- 단일클론항체
- 셀트리온
- 코로나19 치료제
- REGN-COV2